# زونيي
زونيي (بالصينية: 遵义市) هي مدينة من مدن الصين. يبلغ عدد سكانها 6127009 نسمة حسب إحصائيات سنة 2010. يبلغ ارتفاع المدينة عن سطح البحر قرابة 865 متر. تبلغ مساحتها 30763 كم².

## المناخ
يظهر الجدول التالي التغييرات المناخية على مدار السنة لزونيي:
| البيانات المناخية لـزونيي                   | البيانات المناخية لـزونيي | البيانات المناخية لـزونيي | البيانات المناخية لـزونيي | البيانات المناخية لـزونيي | البيانات المناخية لـزونيي | البيانات المناخية لـزونيي | البيانات المناخية لـزونيي | البيانات المناخية لـزونيي | البيانات المناخية لـزونيي | البيانات المناخية لـزونيي | البيانات المناخية لـزونيي | البيانات المناخية لـزونيي | البيانات المناخية لـزونيي |
| الشهر                                       | يناير                     | فبراير                    | مارس                      | أبريل                     | مايو                      | يونيو                     | يوليو                     | أغسطس                     | سبتمبر                    | أكتوبر                    | نوفمبر                    | ديسمبر                    | المعدل السنوي             |
| ------------------------------------------- | ------------------------- | ------------------------- | ------------------------- | ------------------------- | ------------------------- | ------------------------- | ------------------------- | ------------------------- | ------------------------- | ------------------------- | ------------------------- | ------------------------- | ------------------------- |
| الدرجة القصوى °م (°ف)                       | 26.4 (79.5)               | 31.1 (88.0)               | 33.0 (91.4)               | 37.6 (99.7)               | 36.5 (97.7)               | 35.1 (95.2)               | 37.6 (99.7)               | 38.7 (101.7)              | 36.6 (97.9)               | 33.2 (91.8)               | 28.0 (82.4)               | 24.7 (76.5)               | 38.7 (101.7)              |
| متوسط درجة الحرارة الكبرى °م (°ف)           | 7.6 (45.7)                | 9.4 (48.9)                | 14.6 (58.3)               | 20.7 (69.3)               | 24.5 (76.1)               | 27.2 (81.0)               | 30.1 (86.2)               | 30.0 (86.0)               | 25.8 (78.4)               | 20.4 (68.7)               | 15.1 (59.2)               | 10.2 (50.4)               | 19.6 (67.3)               |
| المتوسط اليومي °م (°ف)                      | 4.5 (40.1)                | 6.0 (42.8)                | 10.3 (50.5)               | 15.8 (60.4)               | 19.7 (67.5)               | 22.7 (72.9)               | 25.1 (77.2)               | 24.6 (76.3)               | 21.0 (69.8)               | 16.2 (61.2)               | 11.3 (52.3)               | 6.7 (44.1)                | 15.3 (59.6)               |
| متوسط درجة الحرارة الصغرى °م (°ف)           | 2.6 (36.7)                | 3.9 (39.0)                | 7.5 (45.5)                | 12.5 (54.5)               | 16.3 (61.3)               | 19.4 (66.9)               | 21.4 (70.5)               | 20.8 (69.4)               | 17.8 (64.0)               | 13.4 (56.1)               | 8.9 (48.0)                | 4.3 (39.7)                | 12.4 (54.3)               |
| أدنى درجة حرارة °م (°ف)                     | −7.1 (19.2)               | −5.4 (22.3)               | −3.2 (26.2)               | 1.6 (34.9)                | 7.5 (45.5)                | 10.9 (51.6)               | 13.7 (56.7)               | 14.7 (58.5)               | 9.4 (48.9)                | 3.8 (38.8)                | −1.2 (29.8)               | −5.5 (22.1)               | −7.1 (19.2)               |
| الهطول مم (إنش)                             | 26.0 (1.02)               | 21.1 (0.83)               | 36.8 (1.45)               | 87.3 (3.44)               | 152.7 (6.01)              | 199.4 (7.85)              | 153.4 (6.04)              | 137.3 (5.41)              | 100.6 (3.96)              | 94.3 (3.71)               | 44.5 (1.75)               | 21.0 (0.83)               | 1٬074٫4 (42.3)            |
| متوسط أيام هطول الأمطار (≥ 0.1 mm)          | 16.1                      | 14.5                      | 16.7                      | 17.8                      | 18.3                      | 17.1                      | 13.4                      | 13.0                      | 13.9                      | 16.0                      | 13.6                      | 11.9                      | 182.3                     |
| متوسط الرطوبة النسبية (%)                   | 83                        | 81                        | 80                        | 79                        | 78                        | 79                        | 77                        | 77                        | 79                        | 82                        | 81                        | 80                        | 80                        |
| ساعات سطوع الشمس الشهرية                    | 27.8                      | 29.4                      | 55.1                      | 90.0                      | 102.5                     | 103.3                     | 171.2                     | 182.3                     | 113.6                     | 77.8                      | 54.6                      | 43.3                      | 1٬050٫9                   |
| نسبة وصول أشعة الشمس                        | 9                         | 9                         | 15                        | 23                        | 25                        | 25                        | 41                        | 45                        | 31                        | 22                        | 17                        | 13                        | 24                        |
| المصدر: China Meteorological Administration |                           |                           |                           |                           |                           |                           |                           |                           |                           |                           |                           |                           |                           |

## أعلام
- لورانس لاو
- تزو شيمينغ

## وصلات خارجية
- الموقع الرسمي